# Мун, Капитолина Ивановна
Капитоли́на Ива́новна Мун (1925, Синельниково-2, Никольск-Уссурийский уезд, Приморская губерния, СССР  — 14 марта 1988, Алма-Ата, Казахская ССР, СССР) — советская колхозница, Герой Социалистического Труда (1948).

## Биография
Родилась в 1925 году в селе Синельниково-2 Никольск-Уссурийского уезда Приморской губернии. После депортации корейцев с Дальнего Востока была на спецпоселении в Талды-Курганской области Казахской ССР. В 1940 году окончила среднюю школу и с этого же года стала работать в колхозе «Уштобе» Аксуского района. C 1963 года работала лаборантом Чуйской базы хлебопродуктов в Джамбульской области. Позднее работала в свекольном совхозе «Алгинский» Чуйского района Джамбульской области.
В 1945 году звено, которое возглавляла Капитолина Мун, собрало 44 центнера риса и 10,5 центнера зерновых с каждого гектара при плане в 40 центнеров риса и 10 центнеров зерновых. В 1947 году вырастила 30,5 центнеров яровой пшеницы с гектара с общей площади 10 гектаров, за что она была удостоена звания Героя Социалистического Труда.
В 1977 году была депутатом Чуйского городского совета. В 1980 году вышла на пенсию.

## Награды
- Медаль «За доблестный труд в Великой Отечественной войне 1941—1945 гг.» (1946);
- Герой Социалистического Труда — Указом Президиума Верховного Совета от 28 марта 1948 года.
- Орден Ленина (1948);
- Медаль Материнства II степени (1958);
- Медаль Материнства I степени (1960);
- Медаль «В ознаменование 100-летия со дня рождения Владимира Ильича Ленина» (1970);
- Юбилейная медаль «Тридцать лет Победы в Великой Отечественной войне 1941—1945 гг.» (1975).

## Источник
- Герои Социалистического труда по полеводству Казахской ССР. Алма-Ата. 1950. 412 стр